# Édouard Dupire-Rozan
Pour les articles homonymes, voir Dupire.
Achille Édouard Dupire, dit Édouard Dupire-Rozan est un architecte français, né à Roubaix le 10 avril 1842 et décédé dans la même ville le 8 mars 1901 . Il a été l'auteur d'un grand nombre d'hôtels particuliers dans l'agglomération de Roubaix-Tourcoing.

## Biographie
Achille Édouard Dupire est le fils de Louis François Joseph Dupire (1803-1857), fabricant de tissus, et de Catherine Adelaïde Lepers (1808-1875). Il est le frère d'Auguste Dupire-Deschamps (1848-1916) et le neveu de l'architecte de la ville de Roubaix, Théodore Lepers, qui a réalisé, entre autres, l'église Sainte-Élisabeth de Roubaix et la restauration de l'église Saint-Nicolas de Wasquehal.
Il a été l'élève de Charles-Auguste Questel à l'école des beaux-arts de Paris, promotion 1861. Il a été membre de la commission des architectes du département du Nord, du conseil supérieur de l'école des arts industriels de Roubaix, de la société régionale des architectes du nord de la France. 
Il a été architecte de la Banque de France.  
Il a été nommé, le 30 octobre 1880, architecte diocésain d'Arras en remplacement de Firmin-François Epellet (1807-1889).

## Famille
Il s'est marié le 16 juillet 1868, à Paris, avec Jeanne Marie Marguerite Rozan (1848- ) dont il a eu Paul Charles Édouard Dupire (1871-1953), militaire, chevalier de la Légion d'honneur en 1920.

## Principales réalisations
- 1852 : château d'Isaac Holden avec le kiosque à musique, à Croix, sa première construction à la sortie de l'école des Beaux-Arts. Dans ses premières années, Édouard Dupire-Rozan est l'architecte attitré de la famille Holden
- vers 1878 : hôtel particulier d'Édouard Dupire-Rozan, à Roubaix, 19 rue des Arts
- Années 1870 : hôtel Voreux, puis Motte-Lagache, à Roubaix, 64 boulevard Charles-De-Gaulle.
- De nombreux hôtels  particuliers le long du boulevard Charles-De-Gaulle avec son frère, Auguste Dupire-Deschamps (notamment 56, 58, 62, 66, 70, 72, 76,  78-78 bis, 84, 86)
- 1879-1884 : hôtel Catteau, palais de justice de Roubaix[4].
- vers 1884 : château Pollet, à Mouvaux. Aujourd'hui détruit.
- 1891-1892 : palais Vaissier, en grande partie détruit en 1929. Il subsiste le pavillon du jardinier et le pavillon du concierge.

## Distinctions
- Médaillé de deuxième classe au Salon de 1881.
- Officier d'Académie, le 4 mai 1889.
- Lauréat de la société centrale des architectes français.

## Galerie de photos

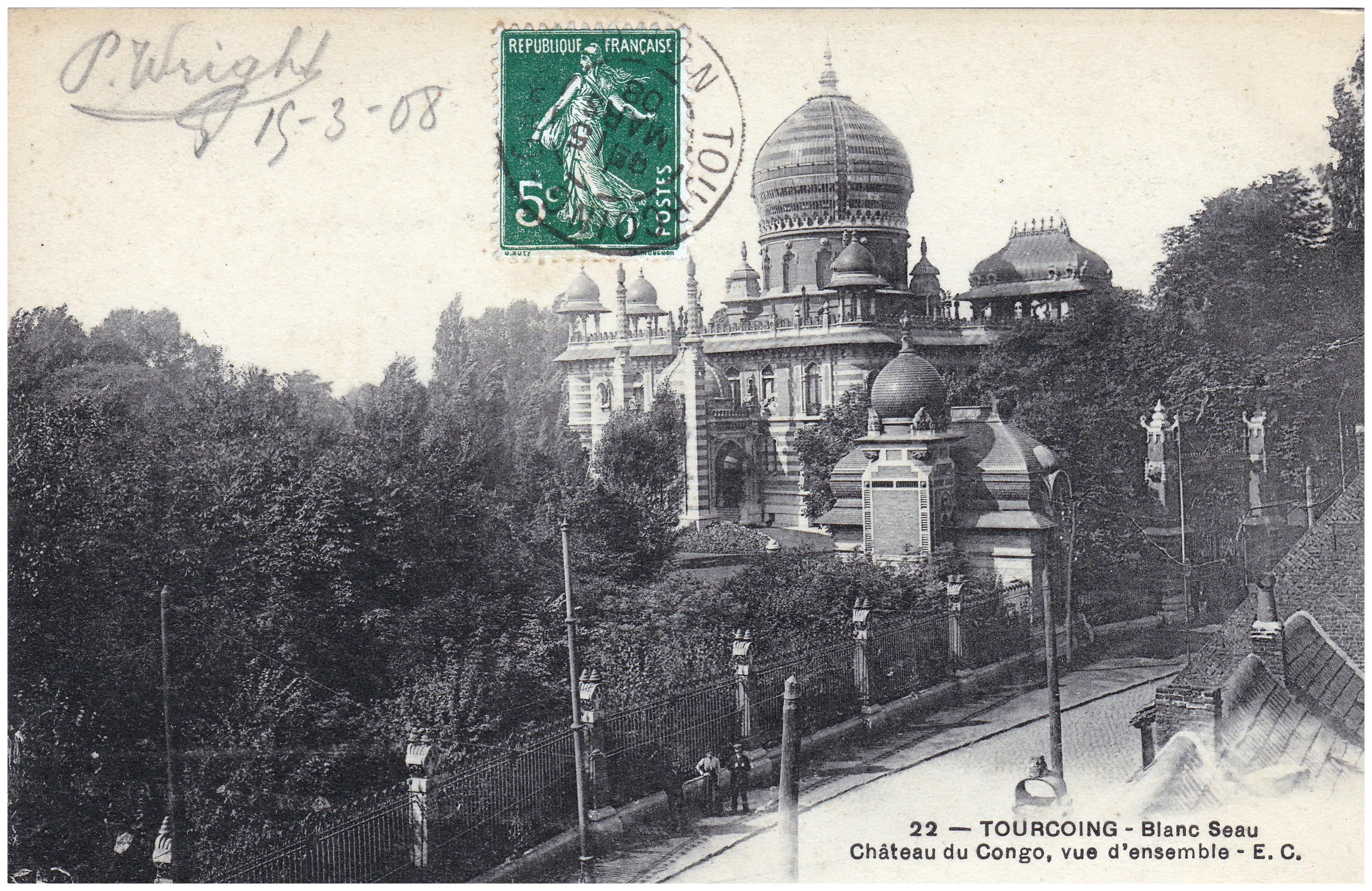
Palais Vaissier à Tourcoing.
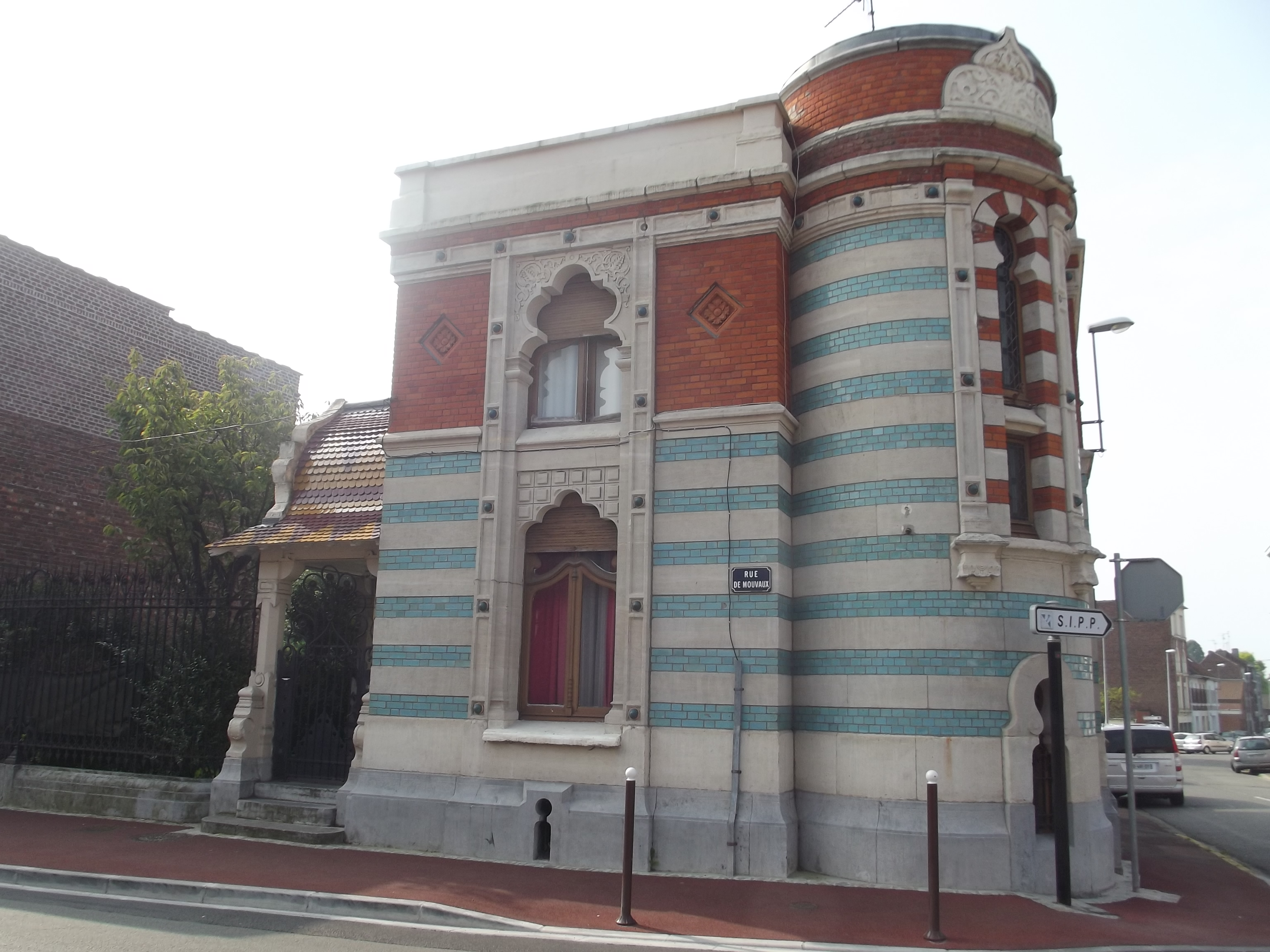
Vestige du Palais Vaissier à Tourcoing.
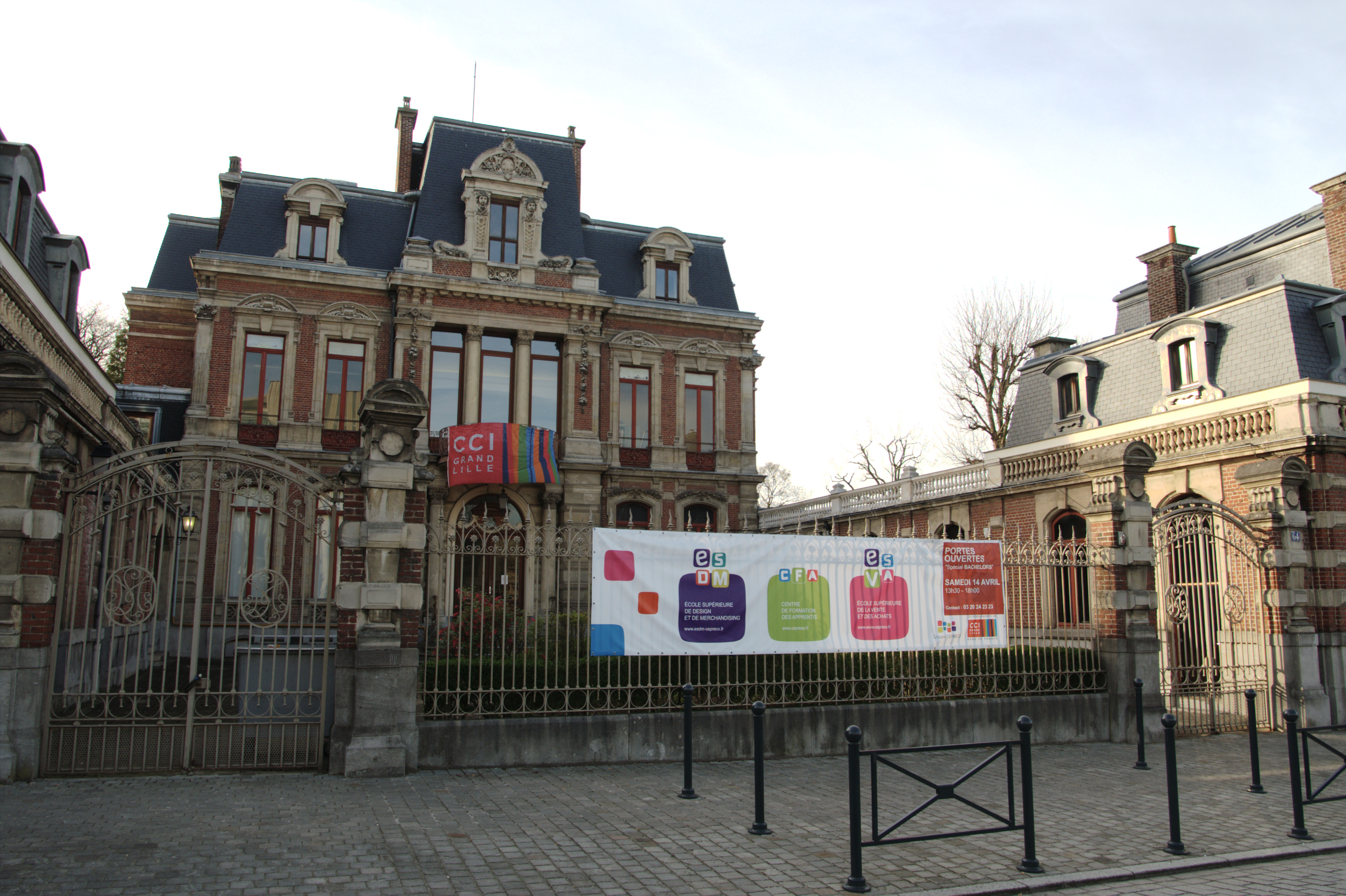
Hôtel Voreux, puis Motte-Lagache, à Roubaix.
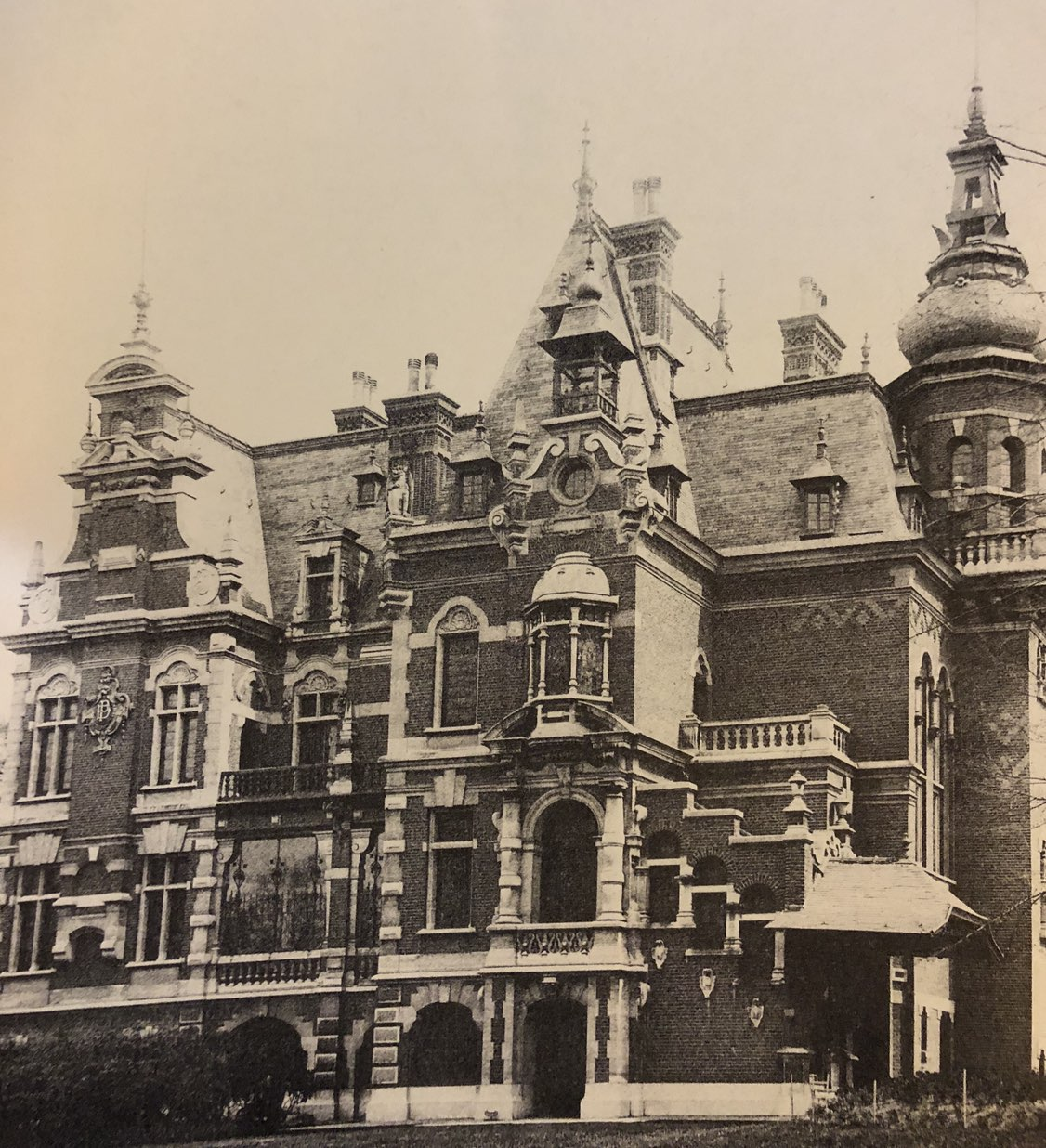
Château Pollet à Mouvaux.